# -Innen
-Innen est l'un des premiers groupes d'artistes cyberféministes composé de Korinna Knoll, Ellen Nonnenmacher, Janine Sack et Cornelia Sollfrank, qui se développe à partir du groupe Frauen·und·technik en 1993 et dissous en 1998. Fondée à Hambourg, -innen se consacre aux questions féministes et critiques envers les médias. Le groupe poursuit une approche performative et travaille à l'interface de l'art, de la théorie, de la performance et des médias.

## Origine et histoire
Le groupe -innen se forme en 1992 à partir d'un précédant groupe qui s'appelait Frauen·und·technik. Le nom faisait allusion au discours sur le genre en langue allemande, en particulier à la question de la visibilité féminine. Les sujets de recherche artistique, de performances, d'installations et d'interventions artistiques portaient sur des sujets tels que la déconstruction des identités, la collectivisation de la paternité et les discussions médiatiques critiques sur le média télévisuel. 

## Méthodes de travail et projets
Dans sa pratique médiatique, le groupe s'intéresse aux constructions et représentations de stéréotypes sociaux et à l'investigation performative de sujets psychanalytiques tels que le sujet et le désir à travers la télévision. -innen aborde la tension entre la technologie tournée vers l'avenir et les rôles traditionnels de genre. Le travail artistique et militant repose sur le constat que les développements techniques et leur diffusion commerciale sont majoritairement dominés par les hommes.
L'objectif du travail du groupe -innen est la construction d'une identité collective. Les artistes ont standardisé leur apparence afin de remettre en question l'idée traditionnelle des artistes en tant que génies individuels et d'aborder la collectivisation de la paternité. La pratique collective du groupe constitue ainsi une contribution essentielle à la discussion sur les relations de pouvoir et la représentation dans le monde de l'art et au-delà. 

### Rôles de genre et technologie: actions au CeBIT
La présence masculine, remarquablement unilatérale, dans les salons informatiques tels que le CeBIT est reprise dans la campagne du printemps. Dans le cadre de cette performance artistique dans l'espace public, le groupe a réalisé un documentaire vidéo mis en scène comme une bande-annonce. Elle montre les artistes en uniforme interagissant avec les exposants et les visiteurs du CeBIT et distribuant des tapis de souris gratuits. Les tapis de souris étaient imprimés d'une photo de groupe et de questions à choix multiples traitant de manière humoristique et critique de sujets tels que les rôles de genre, la technologie et le sexe.

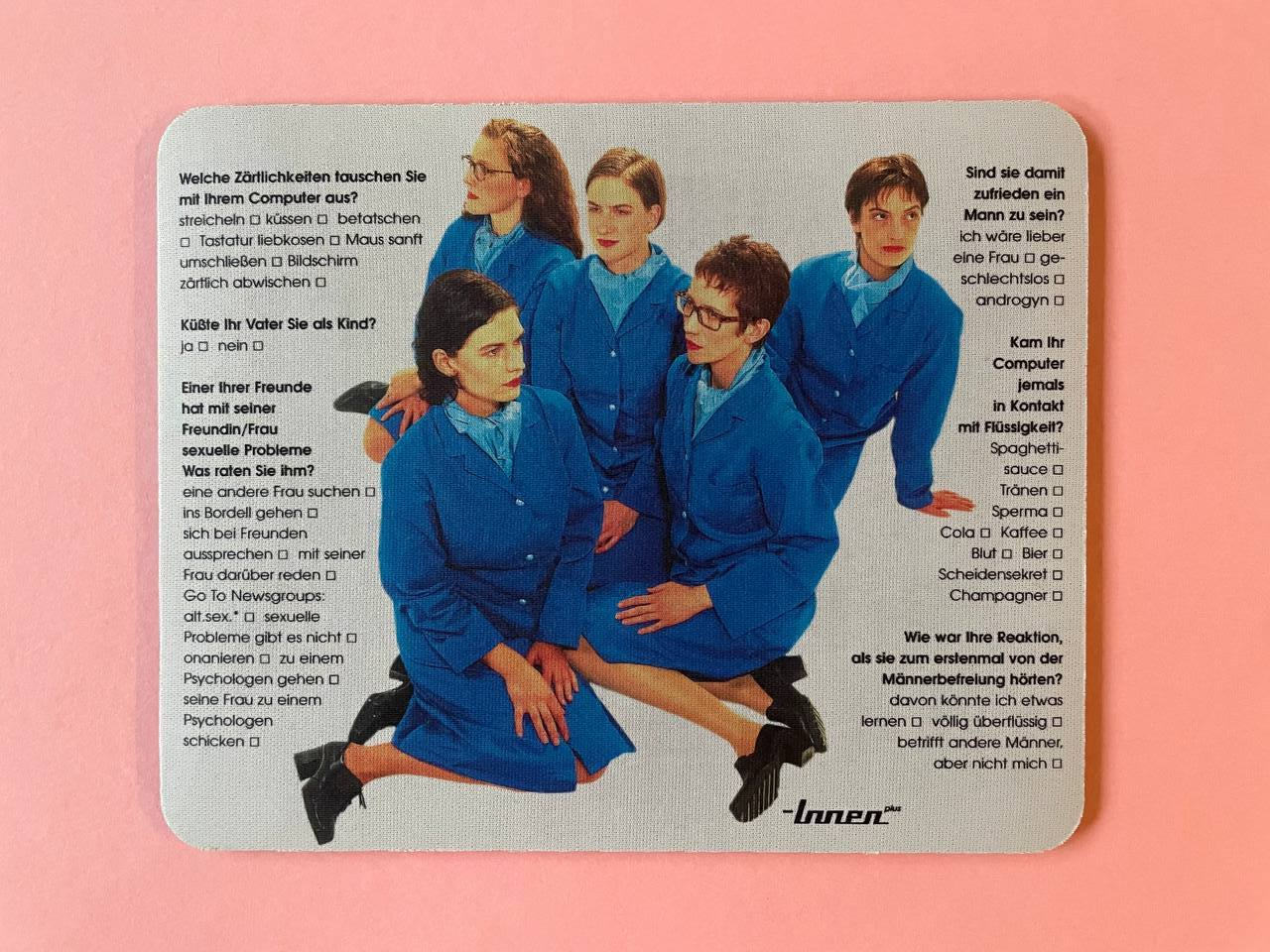
Tapis de souris, à l'intérieur

Le contexte de cette campagne est constitué d'informations sur l'organisation du salon, selon lesquelles environ 2 000 prostituées étaient arrivées par avion de Thaïlande pendant la durée du CeBIT en 1996. Ces informations ont servi aux artistes de point de départ pour rendre visible et réfléchir de manière critique au lien entre le genre, les structures de pouvoir et la technologie dans un environnement commercialisé. 

### Théorie performative à la télévision: le narcissisme dans les médias
Un point important du groupe d'artistes est l'analyse médiatique critique de la télévision et de son impact. Sous le titre « Le narcissisme dans les médias à l’aide de la télévision », le groupe développe une théorie performative et la présente sous forme de conférences et d’actions. Dans ce cadre, les artistes produisent quatre programmes d'une heure pour la télévision par câble, qui sont ensuite diffusés sur la chaîne publique de Hambourg, dans le cadre de la campagne artistique « Soyez là ! ». Les vidéos sont également présentées au Westwerk Hamburg
,
. Ces œuvres reflètent le rôle du média dans la construction du public et de l’image de soi. Les programmes sont basés sur le format d'un jeu télévisé. Les quatre jeux de ces programmes marquent clairement de l’intérieur le domaine de recherche média-critique-psychanalytique : les « jeux du narcissisme », le « jeu de l’idéalisation du moi », le « jeu du traumatisme » et le « jeu de la déception ». 

### Mettre en scène le marché de l’art: les publicités d’Art Cologne
Dans le cadre du projet TV Novembre, créé dans le cadre d'Art Cologne, -innen interrompt le programme télévisé régulier avec trois publicités dans le style des chaînes de télévision commerciales. Chaque spot dure environ 90 secondes et combine des aperçus ironiques des méthodes de travail du collectif avec des images documentaires d'Art Cologne. Les publicités montrent initialement une situation de travail typique des quatre artistes. Elles présentent ensuite des enregistrements de la foire d'art dans lesquels un employé décrit diverses œuvres d'art et nommait également les vendeurs respectifs. Cette critique performative reprend avec ironie le vocabulaire et les stratégies de mise en scène du marché de l’art et interroge les mécanismes d’évaluation et de marketing dans le monde de l’art,.  

## Dissolution et succession
Après la dissolution de -innen en 1998, deux des anciens membres ont fondé le Old Boys Network (OBN). En 1997, l’OBN devient la première alliance cyberféministe internationale. Depuis lors, OBN se consacre à la recherche sur les médias numériques dans une perspective féministe. L'accent est mis sur l'utilisation expérimentale des structures de réseaux et la réflexion sur les transformations sociales provoquées par les technologies numériques.

## Expositions
- Stuttgart, Institut, juin 1993
- Hambourg, Westwerk, mai 1994 [8]
- Zurich, Shedhalle dans le cadre de l'exposition « Quand tekkno se transforme en son de poésie », 1994 [9]
- Innsbruck, galerie du Taxispalais, dans le cadre de l'exposition « Work* », 2005 [3]